# Carta d'una desconeguda
|  | Aquest article tracta sobre la pel·lícula. Si cerqueu la novel·la de Stefan Zweig, vegeu «Carta d'una desconeguda (llibre)». |

 Carta d'una desconeguda (títol original en anglès: Letter from an Unknown Woman) és una pel·lícula estatunidenca realitzada per Max Ophüls, estrenada el 1948, adaptació del relat homònim de Stefan Zweig. Aquesta pel·lícula ha estat doblada al català.

## Argument
Viena, 1900. Stefan Brand és un ric pianista a qui agrada sortir de nit i seduir les dones. Mentre que es canvia de casa, la filla de la veïna cau sota el seu encant: l'espia, el segueix, l'estima bojament en secret. El trobarà un dia, passaran la nit junts. Per a ell, no serà més que un capritix, per a ella serà l'amor de la seva vida.
Un vespre, mentre que torna a casa seva, troba una carta d'un remitent desconegut. És de la seva veïna, després de morta. Les primeres línies l'enganxen i la lectura l'ocupa finalment tota la nit. A poc a poc, descobreix un passat sota la mirada passional d'un ésser que ha ignorat.

## Repartiment
- Joan Fontaine: Lisa Berndle
- Louis Jourdan: Stefan Brand
- Mady Christians: Senyora Berndle
- Marcel Journet: Johann Stauffer
- Art Smith: John
- Carol Yorke: Marie
- Howard Freeman: Senyor Kastner
- John Good: Tinent Leopold von Kaltnegger
- Leo B. Pessin: Stefan Junior
- Sonja Bryden: Frau Spitzer
- Erskine Sanford: Porter
- Otto Waldis: Conserge
- Betty Blythe: Frau Kohner (no surt als crèdits)

## Al voltant de la pel·lícula
Passió d'un que se'n fot. La d'una dona (Joan Fontaine) el cor de la qual batega en secret per a un pianista voluble amb qui s'ha creuat tres vegades, que ella espia, que ell l'ignora, al qual s'ofereix en cos i ànima, però que no la reconeix, o massa tard, rebent una carta pòstuma en la qual reconeix la seva vana cerca: «No et tinc més que a tu, tu que mai no m'has conegut i a qui sempre he estimat.» Només la càmera acosta en un mateix moviment els amants que tot ho separa. La devoció de la dona dolça il·luminada per un amor absolut xoca amb la ceguesa d'un amant frívol sense endemans. Aquesta Adèle H. vienesa freqüenta els llocs que traeixen la maledicció de les seves esperances, la seva tristesa i la irremeiable incompatibilitat del cinisme i del més sagrat. Jean-Luc Douin

## Premis[calcitació]
- National Film Registry 1992